# Timaiosz (filozófus)
Timaiosz (I. e. 5. század) görög filozófus
Lokriszból származott, ő vezette be Platónt Püthagorasz tanaiba. A Szuda-lexikon több művet is neki tulajdonít, azonban ezeket minden bizonnyal egy később élt püthagoreus filozófus alkotta, akinek neve nem maradt fenn. A Peri muszasz kai thuszeósz című irat teljesen bizonyos, hogy nem az ő munkája.